# GALK1
GALK1 és el gen responsable de la formació de l'enzim galactocinasa 1, que permet la degradació de la galactosa, un monosacàrid present en petites quantitats a molts aliments, com ara els derivats làctics.

## Estructura i localització
El gen GALK1 està situat al braç llarg del cromosoma 17, en la posició q25.1 (17q25.1).
L’any 1996, es va determinar que aquest gen contenia 8 exons d’un abast de 7,3 kb d’ADN. A més, gràcies a estudis de traducció realitzats in vitro s'ha determinat que la proteïna que codifica és citosòlica i no pas associada al reticle endoplasmàtic. D'altra banda, es pot trobar aquest gen expressat al fetge, als leucòcits, als fibroblasts, a la placenta, i a diversos teixits fetals i adults en humans.
| GALK1                         | GALK1                                                  |
| ----------------------------- | ------------------------------------------------------ |
| Altres noms                   | Galactokinase 1, GALK, Galactose Kinase, Galactokinase |
| Entrez                        | 2584                                                   |
| Ensembl                       | ENSG00000108479                                        |
| UniProt                       | P51570                                                 |
| Número OMIM                   | 604313                                                 |
| Localització                  | chr17:75751469-75765192                                |
| Cromosoma                     | 17                                                     |
| Banda                         | q25.1                                                  |
| Referència seqüència ADN      | NG_008079.1                                            |
| Referència seqüència ARNm     | NM_000154.1 NM_000154.1 exon/intron table              |
| Referència seqüència proteïna | NP_000154.1                                            |
| Tipus de gen                  | Codificant de proteïnes                                |
| Herència                      | Autosòmic recessiu                                     |

## Funcions

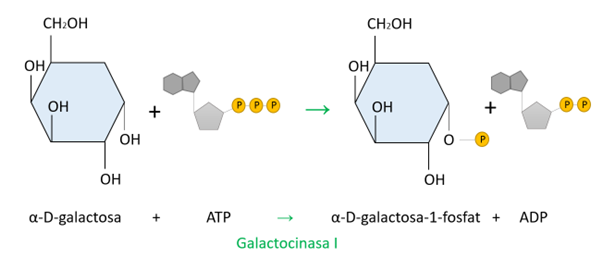
La galactocinasa I catalitza la fosforilació de la galactosa, resultant en galactosa-1-fosfat i ADP.

El gen GALK1 dona les instruccions als ribosomes per a sintetitzar un enzim anomenat galactoquinasa 1, necessari per a la degradació de la galactosa, un sucre simple constituït per 6 carbonis en forma d'hexosa que forma part de la lactosa.
La galactocinasa participa en la primera etapa del catabolisme de la galactosa. En efecte, catalitza la fosforilació, és a dir, el traspàs d'un grup fosfat, d'una ATP a una α-D-galactosa, resultant en una galactosa-1-fosfat (galactosa-1-P), alliberant així una molècula d'ADP.
La galactosa-1-P que s'obté com a producte de la fosforilació pot ser utilitzada per diverses vies metabòliques. Pot ser emprada per a la síntesi de glicogen; d'altra banda, pot resultar en la formació de glucosa 6-P, un metabòlit intermediari de la glucòlisi; o fins i tot es pot convertir en una forma utilitzada per a constituir glicolípids i glicoproteïnes, els quals tenen un paper molt important en la senyalització cel·lular.
En el cas que la cèl·lula hagi de formar glucosa-6-P, l'enzim galactosa-1-fosfat uridiltransferasa (proteïna codificada per GALT) s'encarrega de facilitar la següent reacció:
UDP-glucosa + galactosa-1-P → glucosa-1-P + UDP-galactosa
A partir d’aquesta glucosa-1-P s'obté glucosa-6-P, que s'acabarà transformant en piruvat o en glucosa. Així doncs, si la galactosa-1-P deriva en glucosa-6-P, aquesta última seguirà la via de degradació de la glucòlisi, o bé, la gluconeogènesi i es convertirà en glucosa en el fetge per tal de poder ser distribuïda a través de la sang.

## Malalties implicades
Diversos estudis han demostrat que alteracions en el gen GALK1 poden provocar una malaltia anomenada Galactosèmia de tipus II. Etimològicament, Galactosèmia vol dir “presència de galactosa en la sang”. La de tipus II es tracta d’una malaltia rara i hereditària que es manifesta en l’etapa neonatal o de la infància. En general, les galactosèmies de tots tipus són degudes a la falta dels enzims necessaris per a metabolitzar la galactosa. A falta de la capacitat de transformar aquest sucre en glucosa, se’n troben restes a la sang. Malgrat que en els casos més greus, la malaltia pot manifestar-se com a una pèrdua progressiva de la funció de teixits i òrgans, com els ovaris.
Existeixen 3 tipus de galactosèmia deguts a mutacions en diferents gens. La tipus I, que és la més comuna i a la vegada la més greu, provocada pel gen GALT (gen que codifica la proteïna galactosa-1-fosfat uridiltransferasa); la tipus II o deficiència de galactocinasa, provocada pel gen GALK1; i finalment la tipus III, provocada pel gen GALE (gen que codifica la proteïna UDP-glucose 4-epimerase). La variant menys freqüent és la galactosèmia de tipus II, que es dona en 1 de cada 100.000 naixements.
Les mutacions en el gen GALK1 faran que es codifiqui una versió de la galactoquinasa defectuosa, i això afectarà el processament de la galactosa. En conseqüència, es trobarà galactosa a l'orina. A la vegada, per l'acció de l'enzim Aldosa reductasa, la galactosa que penetri a les cèl·lules es transformarà en Galactitol. Aquest carbohidrat s'acumularà sobretot a les cèl·lules que componen el cristal·lí. Tal acumulació pot provocar l'aparició de cataractes a edats primerenques. De fet, aquest és un dels símptomes principals d’aquesta afectació. L’altra característica de la galactosèmia tipus II és que no solen aparèixer les complicacions pròpies dels altres tipus de galactosèmies, o són menys importants. Aquestes últimes inclouen alteracions alimentàries, problemes per a pujar de pes i créixer, cansament o icterícia.
El tractament essencial per aquesta malaltia és la restricció d'aliments rics en galactosa i lactosa. Tanmateix, gràcies als nous avenços científics s'estan estudiant nous tractaments, com bloquejar l’activitat de la galactoquinasa per evitar l’acumulació o també l’administració de fàrmacs amb inhibidors específics.
Mutacions
La majoria de les mutacions que afecten el gen GALK1 i provoquen la galactosèmia de tipus II són delecions o canvis de sentit en els nucleòtids de la seqüència codificant del gen. I és que només solen afectar un aminoàcid de la proteïna, ja sigui perquè es canvia o s'elimina. Això resulta en una proteïna inestable que perd la seva forma concreta i, per tant, la funció. S'han trobat més de 30 mutacions. Alguns exemples són la g.575G>A, que canvia una valina per una metionina en la posició de l'aminoàcid número 32; la g.2839G>A, que substitueix una arginina a una glutamina; la 1569C>T, la 7093C>T, o la 7538G>C en els exons 2, 6 i 8 respectivament, o la p-R239Q o la P28T.

## Recursos addicionals
- Protein Atlas. (s. f.). GALK1. The Human Protein Atlas. Recuperado 28 de octubre de 2022, de https://www.proteinatlas.org/ENSG00000108479-GALK1
- ScienceDirect. (2022). Galactokinase. https://www.sciencedirect.com/topics/medicine-and-dentistry/galactokinase
- UCSC. (2020, 17 agosto). RefSeq Gene GALK1. Genome.https://genome.ucsc.edu/cgi-bin/hgGene?showAllCtdRef=Y&db=hg38&hgg_chrom=chr17&hgg_gene=ENST00000225614.6&hgg_start=75751468&hgg_end=75765191&hgg_type=knownGene